# Санта Маргерита (Удине)
Санта Маргерита је насеље у Италији у округу Удине, региону Фурланија-Јулијска крајина.
Према процени из 2011. у насељу је живело 166 становника. Насеље се налази на надморској висини од 187 м.